# Louise de Broglie
Louise de Broglie est une femme du monde et historienne, née à Coppet (Suisse) le 25 mai 1818 et morte à Paris le 21 avril 1882. Elle devient, par mariage, après la mort de son beau-père en 1846, Louise de Cléron, comtesse d'Haussonville.

## Biographie
Elle est la fille de Victor de Broglie, 3e duc de Broglie, pair de France, ministre sous Louis-Philippe, membre de l'Académie-française, et d'Albertine de Staël.
Elle est aussi l'arrière-petite-fille de Jacques Necker et de Suzanne Curchod, la petite-fille de Madame de Staël. Louise Albertine de Broglie voit le jour en Suisse, au château de Coppet, quelques mois après la mort de sa grand-mère.

### Mariage et descendance
Elle épouse le 10 octobre 1836 à Paris le comte Joseph de Cléron d'Haussonville (1809-1884), qui sera notamment membre de l'Académie française, conseiller-général et député de Seine et Marne. Trois enfants naissent de cette union :
- Victor Bernard de Cléron d'Haussonville, mort en bas âge (1837-1838) ;
- Mathilde de Cléron d'Haussonville (1839-1898), sans alliance ni postérité ;
- Gabriel Paul Othenin Bernard de Cléron d'Haussonville, dit Paul-Gabriel (1843-1924), membre de l'Académie française, marié en 1865 avec Pauline d'Harcourt (1846-1922), dont postérité.

### Résidences
À Paris, le comte et la comtesse d'Haussonville habitent l'hôtel de Broglie, 35 rue Saint-Dominique, qu'ils font réaménager par l'architecte Gabriel-Hippolyte Destailleur. La comtesse possède aussi, en propre, avec ses frères cadets Albert et Auguste de Broglie, le château de Coppet, ancienne résidence de Madame Necker puis de Madame de Staël.
Avec son époux, elle habite aussi le château de Gurcy le Châtel (Seine et Marne), qu'ils font reconstruire dans les années 1840.

## Portrait
Quelques années après leur mariage, le vicomte et la vicomtesse d'Haussonville rencontrent, lors d'un séjour à Rome, le peintre Dominique Ingres, qui y dirige l'Académie de France à Rome (en résidence à la Villa Médicis). De retour à Paris, le peintre entreprend, à partir de 1842, un portrait à l'huile, achevé en 1845 et exposé publiquement à partir de 1846 qui est resté comme une des plus célèbres toiles et une des œuvres maîtresses de l'artiste. Ce portrait, depuis 1927, est exposé à New York, au sein du musée The Frick Collection. À noter qu'Ingres, quelques années plus tard, a également peint un portrait renommé de la belle-sœur de la comtesse d'Haussonville, Joséphine de Galard de Béarn, épouse de son frère Albert de Broglie.
De tempérament libéral et indépendant, la comtesse d'Haussonville a un goût prononcé pour la littérature et la musique. Elle laisse plusieurs ouvrages d'histoire, dont un des rares ouvrages, en français, consacrés au nationaliste irlandais Robert Emmet.

## Liens avec l'Académie française
Privilège unique dans l'histoire, la comtesse d'Haussonville a des liens familiaux proches avec quatre membres de l'Académie française :
- fille de l'académicien Victor de Broglie (1785-1870), diplomate et homme politique, élu le 1er mars 1855 au fauteuil no 24 ;
- sœur de l'académicien Albert de Broglie (1821-1901), historien, diplomate et homme politique, élu le 20 février 1862 au fauteuil no 18 ;
- épouse de l'académicien Joseph d'Haussonville (1809-1884), diplomate, homme politique et historien, élu le 29 avril 1869 au fauteuil no 22 ;
- mère de l'académicien Paul-Gabriel d'Haussonville (1843-1924), avocat, essayiste, historien de la littérature et homme politique, élu le 26 janvier 1888 au fauteuil no 27.

Ces quatre proches de la comtesse ne siègeront jamais tous ensemble sous la Coupole. Louise de Broglie meurt d'ailleurs avant l'élection de son fils à l'Académie. Cependant, de 1856 à 1924, sans interruption, l'Académie française accueille dans ses rangs au moins un proche de la comtesse :
- un académicien, du 3 avril 1856 (réception de Victor de Broglie) au 26 février 1863 (réception d'Albert de Broglie) ;
- deux académiciens, du 26 février 1863 (réception d'Albert de Broglie) au 25 janvier 1870 (décès de Victor de Broglie) ;
- un académicien, du 25 janvier 1870 (décès d'Albert de Broglie) au 31 mars 1870 (réception de Joseph d'Haussonville) ;
- deux académiciens, du 31 mars 1870 (réception de Joseph d'Haussonville) au 28 mai 1884 (décès de Joseph d'Haussonville, deux ans après la mort de la comtesse) ;
- un académicien, du 28 mai 1884 (décès de Joseph d'Haussonville) au 13 décembre 1888 (réception de Paul-Gabriel d'Haussonville) ;
- deux académiciens, du 13 décembre 1888 (réception de Paul-Gabriel d'Haussonville) au 19 janvier 1901 (mort d'Albert de Broglie) ;
- un académicien, du 19 janvier 1901 (mort d'Albert de Broglie) au 1er septembre 1924 (décès de Paul-Gabriel d'Haussonville).

Indépendamment de ses liens directs avec quatre académiciens proches parents ou alliés, la comtesse d'Haussonville est aussi la grand-tante de deux autres académiciens et de leur sœur, écrivaine, petits-enfants de son frère Albert :
- Maurice de Broglie (1875-1960), physicien, élu à l'Académie en 1934 ;
- Pauline de Broglie (1888-1972), écrivaine et mémorialiste ;
- Louis de Broglie (1892-1987), mathématicien et physicien, prix Nobel de physique en 1929, élu à l'Académie en 1944.

### Autres liens
La comtesse d'Haussonville est également l'arrière-grand-mère de la philologue Béatrix d'Andlau (1893-1989) et de son frère Jean Le Marois, 5e comte Le Marois (1895-1978), poète et dramaturge.

## Œuvres
- Robert Emmet, Michel Lévy Frères, éditeurs, Paris, 1858, 221 p., (BNF 30581971). Consultable et téléchargeable via Google Recherche de livres.
- Souvenirs d'une demoiselle d'honneur de Mme la duchesse de Bourgogne, Michel Lévy Frères, éditeurs, coll. « Bibliothèque contemporaine », Paris, 1861, 209 p., (BNF 30581972). Consultable et téléchargeable via Google Recherche de livres.
- Marguerite de Valois, reine de Navarre, Michel Lévy Frères, éditeurs, Paris, 1870, 223 p., (BNF 30581970).
- La Jeunesse de Lord Byron, Michel Lévy Frères, éditeurs, Paris, 1872, 283 p., (BNF 30581969).
- Les Dernières Années de Lord Byron[3], Michel Lévy Frères, éditeurs, Paris, 1874 (2e édition revue et augmentée), 283 p., (BNF 33340668)[3]. Consultable et téléchargeable viaGallica.